# Herman Jan de Vleeschauwer
Herman Jan Melania de Vleeschauwer (* 9. Juli 1899 in Dendermonde, Ostflandern; † 15. August 1986 in Pretoria, Transvaal) war ein belgischer Philosoph und Historiker. 

## Leben
Der Schüler des bedeutenden Historikers Henri Pirenne, wurde 1923 magna cum laude promoviert und 1925 Professor für Logik, Metaphysik und die Geschichte der Modernen Philosophie an der Universität Gent (bis 1945) und nach seiner Emigration nach Südafrika von 1951 bis 1966 an der Universität von Südafrika in Pretoria.
Die Emigration war eigentlich eine Flucht: De Vleeschauwer hatte sich sehr deutschfreundlich gezeigt und in Publikationen Nazipropaganda betrieben. Auch die Mitgliedschaften in der flämisch-nationalen Vereinigung VNV und vor allem in der extremistischen Gruppe DeVlag (Duitsch-Vlaamsche Arbeidsgemeenschap) wurden ihm später vorgerechnet. Und er hatte von der deutschen Besatzung profitiert. De Vleeschauwer erhielt am 16. November 1940 die höchste Position des Landes auf dem Gebiet der Hochschulerziehung. Nach dem Krieg wurde er zusätzlich eines Brandanschlages im Erziehungsministerium bezichtigt. Er wurde von einem belgischen Militärgericht 1946 in absentia zum Tode verurteilt.
Die Doktorarbeit behandelte den damals berühmten Rudolf Eucken, der im Ersten Weltkrieg im Haus der Vleeschauwers verkehrt hatte, aber Immanuel Kant bildete den ersten Schwerpunkt seiner international anerkannten Arbeit. Bekannte Namen wie Leibniz kamen hinzu, aber auch wenig bekannte, wie der okkasionalistische flämische Philosoph des 17. Jahrhunderts, Arnold Geulincx. An der Universität von Südafrika in Pretoria war er Professor für Philosophie und im Department für Bibliothekskunde und Bibliography. Ab 1955 gab er die bibliothekswissenschaftliche Zeitschrift Mousaion heraus.
De Vleeschauwer verfasste über dreißig Monographien und Bücher und über 300 Artikel. Die Universität Glasgow verlieh ihm 1937 die Ehrendoktorwürde.

## Werke (Auswahl)
Autobiographisches
- Wat ek van Henri Pirenne onthou. In: Kleio, Band 6, Nr. 2, Oktober 1974, S. 1–22.

Kant-Bücher
- La déduction transcendantale dans l'oeuvre de Kant. De Sikkel, Antwerpen, Paris, 's Gravenhage 1934–1937
  - Band I:   La déduction transcendantale avant la Critique de la Raison Pure, 1934.
  - Band II:  La déduction transcendantale de 1781 jusqu'à la deuxième édition de la Critique de la Raison Pure (1787), 1936.
  - Band III: La déduction transcendantale de 1787 jusqu'à l'opus postumum, 1937.
- L'évolution de la pensée Kantienne. L'histoire d'une doctrine. Presses Universitaires de France, Paris 1939 (Bibliothèque de philosophie contemporaine)
  - Übersetzung: The Development of Kantian Thought. Thomas Nelson and Sons, London, Edinburgh 1962.

Aufsätze zu Kant
- Een paar pamfletten van Kant uit zijn laatste periode. In: Algemeen Nederlands Tijdschrift voor Wijsbegehrte en Psychologie, Antwerpen, Band 30, S. 2–15.
- La philosophie contemporaine et le criticisme kantien. In: Les Etudes Philosophiques, Paris, Band 11 (1937), S. 9–14.
- Rond Kant's Opus Postumum. In: Tijdschrift voor Philosophie, Gent, Band 3 (1941), S. 155–167.
- Etudes Kantiennes contemporaines. In: Kant-Studien, Band 54, 1963, S. 63–119.
- Wie ich jetzt die Kritik der reinen Vernunft entwicklungsgeschichtlich lese. In Kant-Studien, Band 54 (1963), S. 351–368.
- La Nachricht von der Einrichtung seiner Vorlesungen in dem Winterhalbenjahre von 1765-1766 d' Immanuel Kant. Pretoria 1965. Mededelings van die Universiteit van Suid-Afrika, Nr. C 57.
- La doctrine du suicide dans l'ethique de Kant. In: Kant-Studien, Band 57 (1966), S. 251–265.
- Entwurf einer Kant-Bibliographie. In: Kant-Studien, Band 57 (1966), S. 457–483.
- L’Orizzonte nella logica di Kant. Il problema delle 'Vorlesungen' kantiane. In: De Homine, Band 31–32 (1969), S. 33–68.
- La Cinderella dans l'oeuvre Kantienne. In: Akten des 4. internationalen Kant-Kongresses. Sonderheft der Kant-Studien, Gerhard Funke (Hrsg.), Mainz 1974, S. 6–10.

Aufsätze und Bücher
- Stroomingen in de hedendaagsche wijsbegeerte. Standaard-boekhandel, Antwerpen 1934. 210 S.. Philosophische bibliotheek.
- Op den drempel van de wijsbegeerte. 1934. 16. S..
- Cornelius Martini en de ontwikkeling van de protestantsche metaphysica in Duitschland. Brüssel 1940. Verslagen der Koninklijke Vlaamsche academie voor wetenschappen, letteren en schoone kunsten van Belgie.
- De briefwisseling van Ehrenfried Walther von Tschirnhaus met Christiaan Huyghens. Paleis der Academien, Brüssel 1941. Mededelingen van de Koninklijke Vlaamsche academie voor wetenschappen, letteren en schoone kunsten van Belgie. Klasse der letteren Band 3 Nr. 6, 69 S.
- Op den drempel van de wijsbegeerte. De Sikkel, Antwerpen 1941. 2. Auflage, 181 S..
- De briefwisseling van Ehrenfried Walter von Tschirnhaus met Baruch de Spinoza. In: Tijdschrift voor philosophie, Band 4 (1942), S. 345–396.
- Humanistische Cultur. Vier studien op het gebied van het hedendaagsche geestesleven. De Lage Landen, Brüssel 1942. 232 S.
- Humanisme van Gister en het Humanisme van Morgen. 1942
- Grondbeginselen der logica. Sikkel, Antwerpen 1942. 252 S.
- De toekomst van de Europeesche cultuur.  ca. 1944. In: Europa im Umbau.
- La fonction de la philosophie dans la civilisation occidentale. In: Kant-Studien, Band 48 (1956/57), S. 185–201.
- L'odyssée de la bibliothèque d'Aristote et ses répercussions philosophiques. 2 Teile. In: Mousaion, Nr. 24, 25, 1957.
- Autour de la classification psychologique des sciences: Juan Huarte de San Juan, Francis Bacon, Pierre Charron, d'Alembert. In: Mousaion, Band 27 (1958), S. 20–65.
- Méditations sur un discours. Mousaion, Nr. 45, 1961
- Die aanvang van die protestantse filosofie in Duitsland in die XVIe eeuw. In: Hervormd Teologiese Studies, 1962, S. 62–83.

Arnold Geulincx und Rene Descartes
- René Descartes, levensweg en wereldbeschouwing. Decker & Van De Vegt, Nijmegen-Utrecht und Standaard-boekhandel, Antwerpen-Brüssel 1937. 281 S. Philosophische bibliotheek.
- Bij het euuwfeest van Descartes. In: Streven, Brügge, Band 4, S. 369–375.
- Balthasar Bekker, advocat de Descartes. In: Revue belge de philosophie et d'histoire Band 18; S. 63–84. 1939
- Arnold Geulincx. In: Algemeen nederlandsch Tijdschrift voor Wijsbegeerte en Psychologie, Assen, Band 35 (1941), Nr. 1.
- Arnold Geulincx, der Vertreter germanischen Geistes in der flämischen Philosophie. In: Die Tatwelt, Jena,  Band 18, (1942) 63–76.
- "De orationes" van Arnoud Geulincx. W. De Haan, Utrecht 1942. 47 Seiten. Auch in: Mededeelingen van de Koninklijke Vlaamsche academie voor wetenschappen, letteren en schoone kunsten van Belgie. Klasse der letteren Band 4, Nr. 3. Brüssel 1942.
- Arnout Geulincx, se Traktaat "De officiis disputantium". Pretoria 1950.
- De Benedetto Croce a Arnold Gulincx e il criterio "verum est factum". Rivista di Filosofia, 1953.
- Les antécédants du transcendantalisme. Geulincx et Kant. In: Kant-Studien, Band 45 (1953/54), S. 245–273.
- Die biologische Funktion der sinnlichen Erkenntnis bei Arnold Geulincx. Zeitschrift für philosophische Forschung, Band 8 (1954).
- Le opere di Arnold Geulincx (1624-1669). Bibliografia e evoluzione. In: Filosofia, Turin 1957.
- Three Centuries of Geulincx Research. A Bibliographic Survey. Pretoria 1957. Mededelings van die Universiteit van Suid-Afrika/Communications of the University of South Africa, Nr. C 1 , 72 S..
- Occasionalisme et Conditio humana chez Arnold Geulincx. In: Kant-Studien, Band 50 (1958/59), S. 109–124.
- More seu Ordine Geometrico Demonstratum. Geulincx et Spinoza. Pretoria 1961, Mededelings..., Nr. C 27.
- Le "De virtute et primus ejus proprietatibus" d'Arnold Geulincx et sa traduction flamande: "Van de hooft-deuchden. J. L. Van Schaik, Pretoria 1961.
- Plans d'Études au XVIIe siècle, I., Le Plan d'études de René Descartes. Pretoria 1962. Mededelings..., Nr. C 35.
- Plans d'Études au XVIIe siècle, II., Le Plan d'études d' Arnold Geulincx. Pretoria 1964. Mededelings/Communications of the University of South Africa, Nr. C 48.
- Le Probléme du Suicide dans la Morale de Arnold Geulincx. Pretoria 1965, Mededelings..., Nr. C 54.
- Logica genuina ou le prisme logique. Kant et Geulincx. In: Friedrich Kaulbach & Joachim Ritter (Hrsg.): Kritik und Metaphysik. Studien. Heinz Heimsoeth zum achtzigsten Geburtstag. de Gruyter, Berlin 1966.
- Ha Arnold Geulincx letto "De la sagesse" die Pierre Charron? Teile I,-II. In: Filosofia 25 (1974) 117–134, 373–388
- Occasionalisme et Harmonie Préétablie - Geulincx et Leibniz. In: Studia Leibnitiana Suppl., Band 14 (1975), S. 279–92.
- Les sources de la pensée d'Arnold Geulincx (1624-1669). In: Kant-Studien, Band 69 (1978), S. 378–402.

Bibliothekswissenschaft, Buchwissenschaft, vor allem in Mousaion, ser. 1
- Bibliotheken und geistige Einheit des Mittelalters. In: Deutsche Vierteljahresschrift für Literaturwissenschaft und Geistesgeschichte, Band 27, Heft 2, 1953.

- Les bibliothèques ptoleméennes d'Alexandrie. Mousaion, Universität von Südafrika, Pretoria, Nr. 1, 1955, 40 S.
- Encyclopedia of Library History, Mousaion, Nrn. 2/3, 1955
- Archives et bibliothèques. Mousaion, Nr. 4, 1955
- Schatten über der Buchdruckerkunst im ersten Jahrhundert ihres Daseins. In: Mousaion, Nr. 8, 1956, S. 2–34 und Nummer 9, 1956, S. 36–78.
- Encyclopédie et bibliothèque. In: Mousaion, Nrn. 10/11, 1956.
- Seminary Methods and Seminary Library. In: Mousaion, Nr. 13/14, 1957.
- Library Movement at the Time of the Reformation. In: Mousaion, Nrn. 18/19, 1957
- L'oeuvre bibliographique de L. N. Malclès. In: Mousaion, Nr. 20, 1957.
- Library History in Library Science. In: Mousaion, Nrn. 29/30, 1958/59.
- Académie et bibliothèque. In: Mousaion Nrn. 31/32, 1958
- Censorship and Libraries. In: Mousaion, Nrn. 33–35, 1959
- Library Science as a Science. In: Mousaion, Nrn. 37–40, 1960
- Library Deontology. In: Mousaion, Nr. 48, 1961, S. 1–76, Nr. 49, 1961, S. 77–131, Nr. 50, 1961, S. 132–189, Nr. 51, 1961, S. 190–260.
- La Biblionomia de Richard de Fournival du Manuscrit 636 de la Bibliothèque de la Sorbonne: Texte en facsimilé avec la transcription de Léopold Delisle. H.J. Vleeschauwer (Hrsg.). Mousaion, Nr. 62, 1965.
- Comment suis-je venu à la bibliotheque? In: Mousaion, Nr. 67, 1963.

- Origins of the Mouseion of Alexandria. In der Jesse Shera Festschrift 1973.

Herausgeberschaft
- Jacobus Acontius' tractaat De methodo, met een inleiding uitgegeven door Dr. Herman J. de Vleeschauwer. De Sikkel, Antwerpen 1932, S. 7–205. Universiteit te Gent. Werken uitgegeven door de Faculteit der wijsbegeerte en letteren, Band 67
- Arnold Geulincx: Sämtliche Schriften. Drei Bände mit zwei Ergänzungsbänden. Frommann-Holzboog, Stuttgart-Bad Cannstatt 1965–1968.

Bibliographie
- Gerhart Albin Rauche: Das Schrifttum von H. J. Vleeschauwer. in: Mousaion, Nr. 26, 1966.